# Johnny Valiant
John L. Sullivan (Pittsburgh, 25 novembre 1946 – Pittsburgh, 4 aprile 2018) è stato un wrestler statunitense.
Ha lottato nella World Wide Wrestling Federation con il ring name di Johnny Valiant.

## Carriera

### Inizi (1967-1973)
Sullivan crebbe nei sobborghi di Pittsburgh, non molto lontano da dove crebbe un'altra leggenda del wrestling, Bruno Sammartino. Infatti i due erano grandi amici. Dopo essersi informato su come diventare un wrestler professionista, Sullivan si allenò e debuttò nella federazione di wrestling di Detroit come aiutante dell'heel (il cattivo) della federazione, The Sheik. Durante uno dei suoi tanti viaggi con il suo allenatore Al Costello, conobbe Jimmy Valiant, che lottava al tempo in Canada come "Jimmy Valen". I due divennero amici e cominciarono a lottare insieme in coppia vincendo diversi titoli nella World Wrestling Association.

### World Wide Wrestling Federation (1973-1979)
Nel 1973, i Valiants passarono alla World Wide Wrestling Federation e riuscirono a vincere il WWWF World Tag Team Championship, uno degli allori di coppia più importanti del tempo, sconfiggendo Tony Garea e Dean HO l'8 maggio 1974. I due mantennero i titoli per ben 370 giorni, stabilendo un record che durò per 14 anni, quando nel 1988, i Demolition li hanno battuti con 478 giorni. Persero i titoli contro Dominic DeNucci e Victor Rivera il 13 maggio 1975. Quattro anni dopo, Johnny Valiant trovò un nuovo compagno di tag team, Jerry Valiant, con i quali vinse la seconda volta i titoli di coppia, strappandoli a Tony Garea e Larry Zbyszko. Questo regno 230 giorni, quando persero i titoli contro Ivan Putski e Tito Santana.

### Carriera da manager
Dopo il suo ritiro dalle competizioni, Valiant continuò ad apparire comunque come manager. A testimoniarlo sta il fatto che condusse ai titoli di coppia Greg Valentine e Brutus Beefcake nel 1985. Fu addirittura manager di Hulk Hogan nell'American Wrestling Association. A Wrestlemania 2, Valentine e Beefcake vennero sconfitti da Davey Boy Smith e Dynamite Kid, perdendo i titoli. Poco dopo, Valiant aggiunse un membro al gruppo, il forzuto Dino Bravo. A Wrestlemania 3, Valiant, Valentine e Bravo abbandonarono Beefcake nelle grinfie di Raymond Rougeau e Jacques Rougeau e si formò un nuovo tag team formato da Valentine e Bravo che però, non ebbe il successo sperato. Infatti, i due ebbero un feud con Beefcake che diventò Brutus "The Barber" Beefcake, il barbiere pazzo, che tagliò i capelli a Valiant dopo un Hair vs. Hair match fra lo stesso Beefcake e Valiant. Nel suo stint in WWF, Valiant divenne anche commentatore e introdusse il team dei Demolition, prima che questi lo sostituissero dopo poco con Mr. Fuji.
Lasciata la WWF, Valiant ritornò in AWA dove fece da manager ai Destruction Crew (Wayne Bloom e Mike Enos) consentendogli di vincere l'AWA World Tag Team Championship nel 1989, sconfiggendo Greg Gagne e Paul Diamond nella finale di un torneo.

## Dopo il wrestling
Sullivan, terminata anche la sua carriera da wrestler, si dedicò al cinema dove apparve numerose volte negli episodi di The Sopranos e Law & Order. Il 14 giugno 2007, ha tenuto uno spettacolo teatrale chiamato An Evening with Johnny Valiant. Nel 2004 si sposò per la seconda volta e si stabilì a New York.
Johnny Valiant appare nella prima e nella seconda parte del documentario pubblicato nel 2008 The Absolute Truth About Pro Wrestling insieme a Jimmy Valiant, Sky Hosoya e Larry Brisco.

## Morte
Il 4 aprile 2018 Sullivan fu investito e ucciso da un pickup alle 5:30 di mattina nella cittadina di Ross, un sobborgo a nord di Pittsburgh. La polizia archiviò il caso come un incidente stradale. Trasportato all'Allegheny General Hospital, fu dichiarato morto all'arrivo.

## Personaggio

### Wrestler assistiti
- Brutus Beefcake
- Hulk Hogan
- The Spoiler
- Greg Valentine
- Dino Bravo
- The Destruction Crew

## Titoli e riconoscimenti
Championship Wrestling from Florida
- NWA Florida Tag Team Championship (1 – con Jimmy Valiant)
- NWA United States Tag Team Championship (Florida version) (1 – con Jimmy Valiant)

Georgia Championship Wrestling
- NWA Georgia Tag Team Championship (1 – con Jimmy Valiant)

NWA San Francisco
- NWA World Tag Team Championship (San Francisco version) (1 – con Jimmy Valiant)

Pro Wrestling Illustrated
- PWI Tag Team of the Year – con Jimmy Valiant (1974)

World Wrestling Association
- WWA World Heavyweight Championship (1)
- WWA World Tag Team Championship (3 – con Jimmy Valiant)

World Wide Wrestling Federation
- WWWF World Tag Team Championship (2 - 1 con Jimmy Valiant – 1 con Jerry Valiant)
- WWE Hall of Fame (Classe del 1996)